# Lucy Madox Brown
Lucy Madox Brown (Parijs, 19 juli 1843 - San Remo, 12 april 1894) was een Engels kunstschilderes en schrijfster. Haar werk wordt geassocieerd met de beweging van de prerafaëlieten.

## Leven en werk
Lucy Madox Brown was de enige dochter van Elizabeth Bromley (1818-1846) en kunstschilder Ford Madox Brown (1821-1893), een voorganger van de prerafaëlieten. Ze was de enige leerling van haar vader. Van hem kreeg ze niet alleen les in schildertechniek, maar ook in de kunsthistorie. Tijdens diverse reizen door Europa bestudeerde ze de grote klassieke kunstenaars, met name in Italië. Ze stond bekend als een erudiete vrouw.
Het oeuvre van Madox Brown ontwikkelde zich vanuit een prerafaëlitische basis naar een eigen, directe realistisch-romantische stijl. Vaak koos ze voor historische of literaire thema's. Nadrukkelijk zocht ze naar een intieme sfeer, waarbij ze ernaar streefde dat het aandachtspunt van haar werk gericht was op de uitdrukkingen van gevoel van de geschilderde hoofdfiguren. Ze plaatste haar modellen meestal tegen de achtergrond van drukke, weelderige interieurs die als een soort van interne architectuur dienden. Via een complexe wisselwerking van kleuren en lichtsterktes verdeelt ze de aandacht van de kijker over het gehele doek.
In 1874 trouwde Madox Brown met William Michael Rossetti, broer van Dante Gabriel Rossetti (die haar enkele malen portretteerde) en mede-oprichter van de Preraphaelite Brotherhood. Al snel kreeg het echtpaar kinderen en stopte Madox Brown met schilderen.
Later schreef Madox Brown nog wel een biografie van Engelse schrijfster Mary Shelley, die gepubliceerd werd in 1890. Kort daarna werd tuberculose bij haar geconstateerd. Ze overleed in 1894 in Hotel Victoria te San Remo, waar ze aan het kuren was, 50 jaar oud. Ze liet een beperkt oeuvre na. Enkele werken van haar hand bevinden zich in de Lady Lever Art Gallery te Liverpool en in de Tate Gallery te Londen.

## Galerij

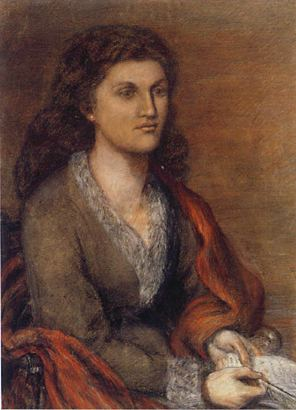
Mathilde Blind
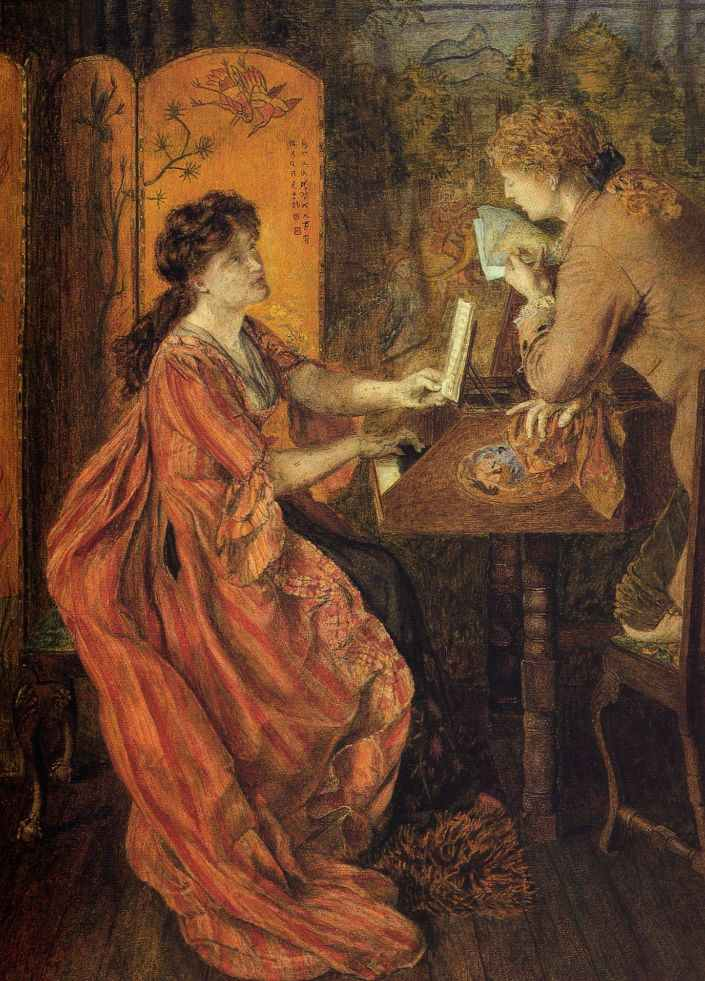
The Duet
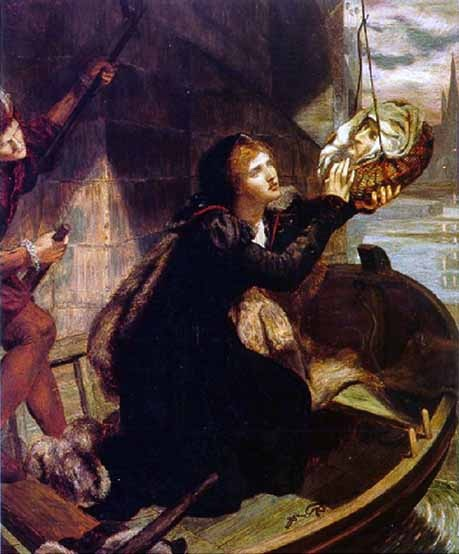
Margaret Roper Rescuing the Head of her Father
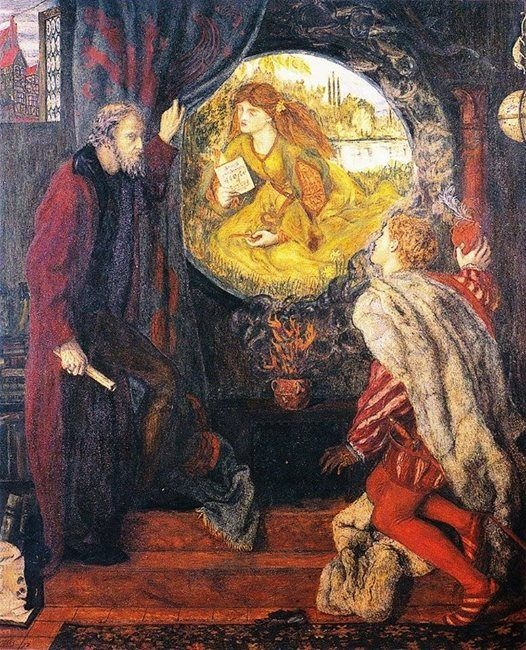
The Magic Mirror or The Fair geraldine
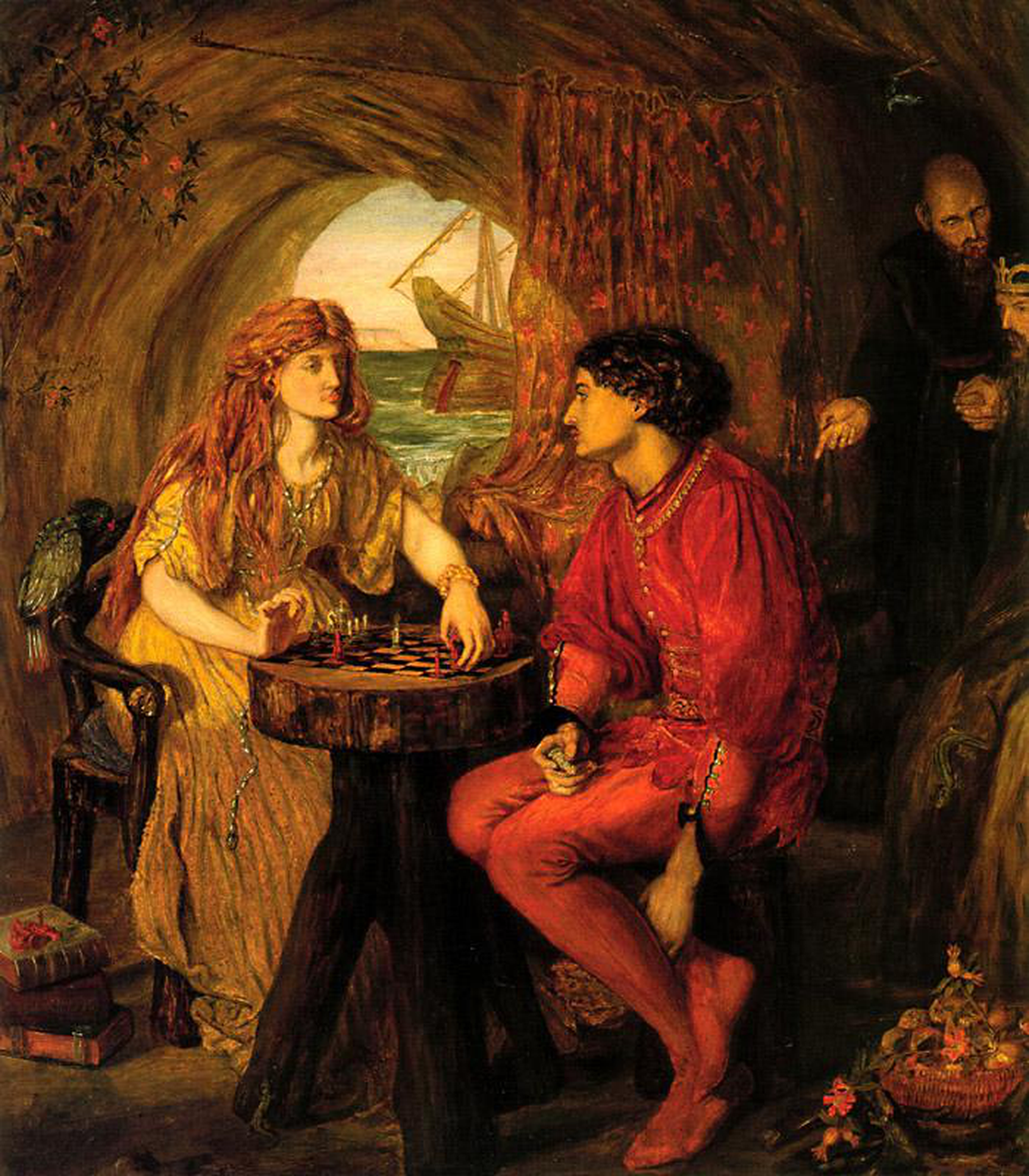
Ferdinand and Miranda playing Chess, uit The Tempest
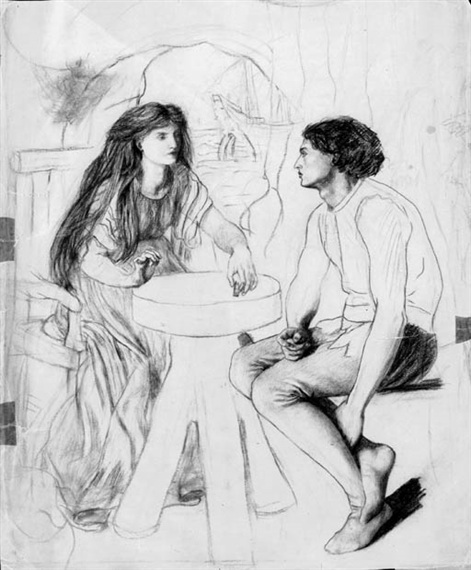
Ferdinand and Miranda, studie
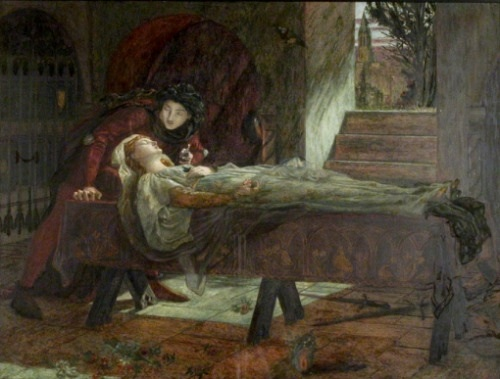
Romeo and Juliette, Thombscene
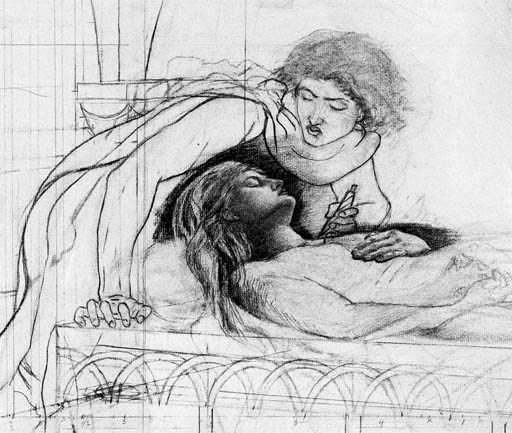
Romeo and Juliette, studie